# Servicio de Registro Civil e Identificación de Chile
El Servicio de Registro Civil e Identificación (SRCEI), a veces llamado simplemente como Registro Civil, es un servicio público chileno, descentralizado, con personalidad jurídica y patrimonio propio, sometido a la supervigilancia del presidente de la República a través del Ministerio de Justicia y Derechos Humanos. Está encargado de llevar los registros relativos al estado civil de las personas naturales y otros que la ley le encomienda. Desde diciembre de 2022 el organismo está dirigido por Omar Morales Márquez, actuando bajo el gobierno del presidente Gabriel Boric.
Entre sus tareas se encuentra el otorgamiento de certificados de nacimientos, matrimonios y uniones civiles, defunciones, antecedentes, cédula de identidad, pasaporte, Clave Única, patentes de vehículos y posesiones efectivas de herencia intestadas.
Para realizar sus tareas, el Servicio de Registro Civil e Identificación cuenta con 16 direcciones regionales,476 oficinas y suboficinas, 300 tótems de autoatención, 95 equipos de atención en terreno y una oficina marítima, denominada Civilsur. A nivel de personal, posee alrededor de 3 100 funcionarios y funcionarias.

## Historia

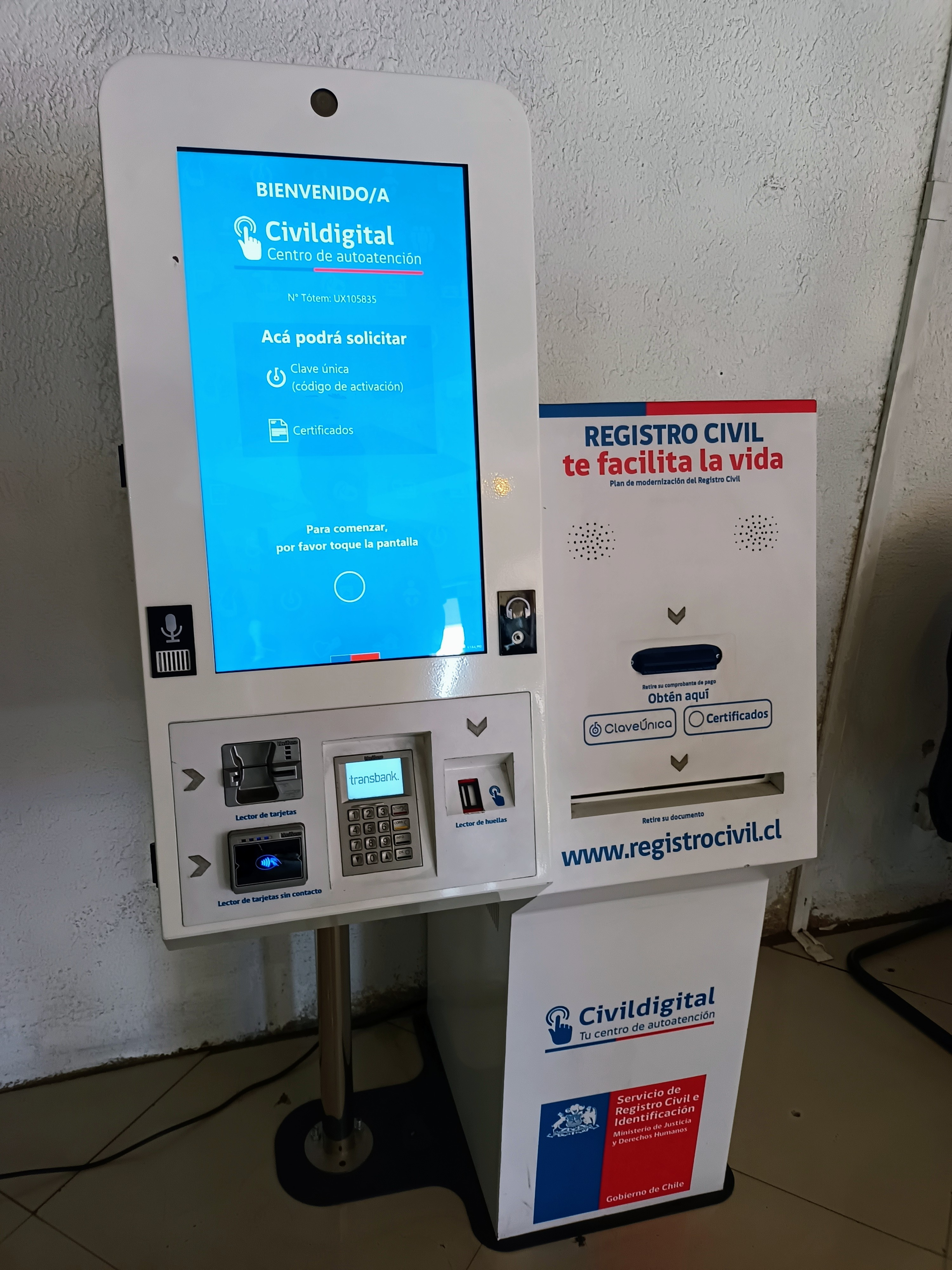
Tótem de autoatención en la casa consistorial de la Estación Central.

Desde la época del Chile colonial que el registro para identificar a las personas se realizaba mediante las partidas eclesiásticas (como las actas de bautismo, matrimonio y defunción) de la Iglesia católica, la cual se mantuvo como religión oficial del Estado hasta 1925. El 17 de julio de 1884, el presidente de la República Domingo Santa María promulgó la Ley sobre Registro Civil,parte de las leyes laicas, que estableció a un oficial de Registro Civil a quien se le encomendó llevar por duplicado el registro de nacimientos, matrimonios y defunciones.
Con la evolución del rol del Estado en lo económico, social, político y cultural, el Registro Civil debió asumir nuevas funciones de enorme relevancia para la sociedad. Un ejemplo de ello es la creación en 1925 del «Registro General de Condenas», que surgió vinculado a la identificación, para establecer con certeza y rigor la individualidad jurídica de las personas y consignar sus antecedentes.
El decreto ley 26, publicado el 18 de noviembre de 1924, estableció el servicio de identificación personal obligatorio, con el cual fue creado el carnet de identidad, cuya posesión sería obligatoria para todos los ciudadanos.
El 28 de agosto de 1930, se organizó el Servicio de Registro Civil, absorbiendo en 1943 las tareas del Servicio de Identificación y Pasaporteque, hasta ese momento, estaba bajo la responsabilidad de la Policía de Investigaciones (PDI).
A partir de 1980 comenzó a introducirse el uso de equipos computacionales y luego, en la década de 1990, se impulsó la incorporación de tecnología, el rediseño de procesos, la aceleración de trámites y, como consecuencia de ello, la disminución de los tiempos de tramitación en una clara orientación hacia la satisfacción de los usuarios.
Desde entonces y hasta la actualidad, la adopción de tecnologías de punta, el establecimiento de una amplia red computacional que enlaza a las oficinas y el desarrollo de modernos sistemas de atención, ha permitido que los avances del Servicio sean destacados como un ejemplo a seguir por instituciones similares en Latinoamérica.
En 2017, fueron inaugurados los primeros tótems de autoatención del Registro Civil en puntos de alta concentración del público donde se requiere la emisión de certificados, tales como casas consistoriales y hospitales de todo Chile, en concordancia con las políticas de automatización y modernización del sector público.

## Registros

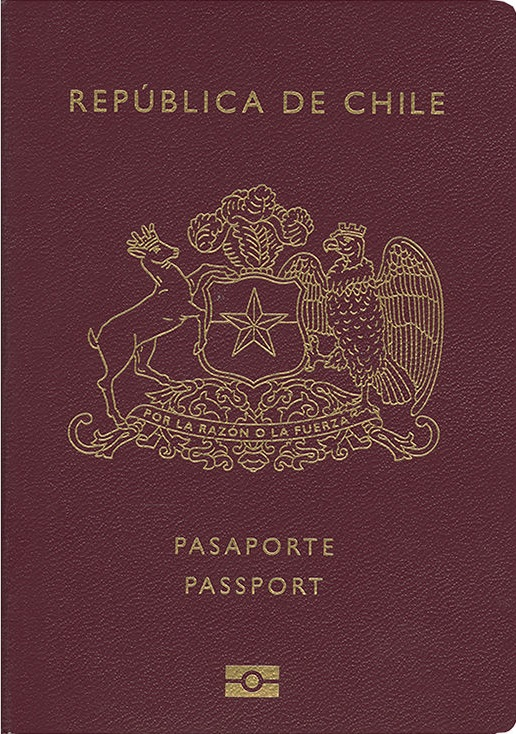
El Registro Civil es el ente encargado de emitir la cédula de identidad y el pasaporte chileno.

El Servicio de Registro Civil e Identificación tiene a su cargo los siguientes veintidós registros:
- Registro de Nacimientos (1884)
- Registro de Matrimonios (1884)
- Registro de Defunciones (1884)
- Registro General de Condenas (1925)
- Cédula de Identidad (1943)
- Registro de Pasaportes (1943)
- Registro de Profesionales (1981)
- Registro Nacional de Vehículos Motorizados (1985)
- Registro Nacional de Conductores de Vehículos Motorizados (1985)
- Registro Nacional de la Discapacidad (1994)
- Registro Nacional de Violencia Intrafamiliar (1994)
- Registro Especial de Faltas sobre Consumo de Estupefacientes y Sustancias Psicotrópicas (1995)
- Registro de Bancos de Datos Personales a cargo de Organismos Públicos (1999)
- Registro Nacional de Transporte de Carga Terrestre (2003)
- Registro Nacional de Posesiones Efectivas (2003)
- Registro Nacional de Testamentos (2003)
- Sistema Nacional de Registros de ADN (2004)
- Registro Nacional de Personas Jurídicas sin fines de lucro (2011)
- Registro de Prendas sin Desplazamiento (2011)
- Registro de personas con prohibición para trabajar con menores de edad (2012)[nota 2]
- Registro Nacional de no Donantes (2013)
- Registro Especial de Acuerdos de Unión Civil (2015)
- Registro Nacional de Deudores de Pensiones de Alimentos (2022)[12]

## Directores Nacionales
| Titular                         | Partido | Inicio                   | Final                    | Presidente                 |
| ------------------------------- | ------- | ------------------------ | ------------------------ | -------------------------- |
| Hernán Díaz Arrieta             | Ind.    | 1925                     | 1925                     | Arturo Alessandri Palma    |
| ¿?                              |         | 1925                     | 1927                     | Emiliano Figueroa Larraín  |
| ¿?                              |         | 1927                     | 1931                     | Carlos Ibáñez del Campo    |
| Fernando Jaramillo Valderrama   | PL      | 4 de diciembre de 1931   | 4 de junio de 1932       | Juan Esteban Montero       |
| Fernando Jaramillo Valderrama   | PL      | 24 de diciembre de 1932  | 24 de diciembre de 1938  | Arturo Alessandri Palma    |
| Fernando Jaramillo Valderrama   | PL      | 24 de diciembre de 1938  | 1939                     | Pedro Aguirre Cerda        |
| Luis Felipe Laso Pérez Cotapos  | PR      | 1939                     | 25 de noviembre de 1941  | Pedro Aguirre Cerda        |
| Luis Felipe Laso Pérez Cotapos  | PR      | 25 de noviembre de 1941  | 2 de abril de 1942       | Jerónimo Méndez Arancibia  |
| Luis Felipe Laso Pérez Cotapos  | PR      | 2 de abril de 1942       | 1945                     | Juan Antonio Ríos          |
| Luis Alberto Cuevas Contreras   | PR      | 1945                     | 27 de junio de 1946      | Juan Antonio Ríos          |
| Washington Bannen Mujica        | PR      | 27 de junio de 1946      | 1947                     | Gabriel González Videla    |
| Desiderio Bravo Ortiz           | PR      | 1947                     | 1952                     | Gabriel González Videla    |
| Desiderio Bravo Ortiz           | PR      | 3 de noviembre de 1952   | 1953                     | Carlos Ibáñez del Campo    |
| Luis Ignacio Pérez Labra        |         | 1953                     | 1953                     | Carlos Ibáñez del Campo    |
| Fernando Sergio Montaldo Bustos | Ind.    | 1953                     | 3 de noviembre de 1958   | Carlos Ibáñez del Campo    |
| Fernando Sergio Montaldo Bustos | Ind.    | 3 de noviembre de 1958   | 3 de noviembre de 1964   | Jorge Alessandri Rodríguez |
| Fernando Sergio Montaldo Bustos | Ind.    | 3 de noviembre de 1964   | 1965                     | Eduardo Frei Montalva      |
| Jorge Zapata Santos             | PDC     | 1965                     | 3 de noviembre de 1970   | Eduardo Frei Montalva      |
| Jorge Zapata Santos             | PDC     | 3 de noviembre de 1970   | 1971                     | Salvador Allende Gossens   |
| Heriberto Benquis Camhi         | PS      | 1971                     | 11 de septiembre de 1973 | Salvador Allende Gossens   |
| Desiderio Herrera González      | Ind.    | 12 de septiembre de 1973 | 1973                     | Augusto Pinochet Ugarte    |
| Luis Henríquez Valenzuela       | Ind.    | 1974                     | 1978                     | Augusto Pinochet Ugarte    |
| José Bernales Pereira           | Ind.    | 1978                     | 1980                     | Augusto Pinochet Ugarte    |
| Juan Bennett Urrutia            | Ind.    | febrero de 1980          | junio de 1982            | Augusto Pinochet Ugarte    |
| Luis Larroulet Ganderats        | Ind.    | 1982                     | 1985                     | Augusto Pinochet Ugarte    |
| Enrique Tornero Figueroa        | Ind.    | 1985                     | 1990                     | Augusto Pinochet Ugarte    |
| Berta Belmar Ruiz               | PDC     | 11 de marzo de 1990      | 11 de marzo de 1994      | Patricio Aylwin Azócar     |
| Berta Belmar Ruiz               | PDC     | 11 de marzo de 1994      | 1997                     | Eduardo Frei Ruiz-Tagle    |
| María Alejandra Sepúlveda Toro  | PS      | 1997                     | 11 de marzo de 2000      | Eduardo Frei Ruiz-Tagle    |
| María Alejandra Sepúlveda Toro  | PS      | 11 de marzo de 2000      | 2003                     | Ricardo Lagos Escobar      |
| Aldo Signorelli Guerra          | PRSD    | 2004                     | 11 de marzo de 2006      | Ricardo Lagos Escobar      |
| Guillermo Arenas Escudero       | PPD     | 11 de marzo de 2006      | 2008                     | Michelle Bachelet Jeria    |
| Christian Behm Sepúlveda        | Ind.    | 1 de marzo de 2009       | 11 de marzo de 2010      | Michelle Bachelet Jeria    |
| Christian Behm Sepúlveda        | Ind.    | 11 de marzo de 2010      | 1 de enero de 2011       | Sebastián Piñera Echenique |
| Rodrigo Durán López             | Ind.    | 25 de mayo de 2011       | 11 de octubre de 2013    | Sebastián Piñera Echenique |
| Claudia Gallardo Latsague       | Ind.    | 11 de octubre de 2013    | 7 de agosto de 2014      | Sebastián Piñera Echenique |
| Teresa Alanis Zuleta            | Ind.    | 21 de agosto de 2014     | 23 de octubre de 2015    | Michelle Bachelet Jeria    |
| Luis Acevedo Quintanilla        | PDC     | 23 de octubre de 2015    | 24 de octubre de 2016    | Michelle Bachelet Jeria    |
| Jorge Álvarez Vásquez           | Ind.    | 24 de octubre de 2016    | 11 de marzo de 2018      | Michelle Bachelet Jeria    |
| Jorge Álvarez Vásquez           | Ind.    | 11 de marzo de 2018      | 16 de octubre de 2020    | Sebastián Piñera Echenique |
| Sergio Mierzejewski Lafferte    | Ind.    | 11 de junio de 2021      | 11 de marzo de 2022      | Sebastián Piñera Echenique |
| Sergio Mierzejewski Lafferte    | Ind.    | 11 de marzo de 2022      | 22 de marzo de 2022      | Gabriel Boric Font         |
| Jorge Núñez Silva (s)           | Ind.    | 22 de marzo de 2022      | 13 de diciembre de 2022  | Gabriel Boric Font         |
| Omar Morales Márquez            | PR      | 13 de diciembre de 2022  | En el cargo              | Gabriel Boric Font         |